# Горіх Михайло
Миха́йло Горі́х  (бл. 1900 — ?) — бандурист-соліст.
Народився в ст. Пашківська на Кубані. На поч. 1920-х рр. закінчив Краснодарський робітничий факультет, пізніше — сільськогосподарський інститут (1929 — 1934). Ліричний тенор. Був надзвичайно популярним бандуристом у Краснодарі. Виступав майже щоденно. Проф. С. Баклаженко вважав його одним із найвизначніших бандуристів 1920-х рр.
У 1934 р. безслідно зник.